# Farmingville
Farmingville és una concentració de població designada pel cens dels Estats Units a l'estat de Nova York. Segons el cens del 2000 tenia 16.458 habitants.

## Demografia
Segons el cens del 2000, Farmingville tenia 16.458 habitants, 5.041 habitatges, i 4.229 famílies. La densitat de població era de 1.405,9 habitants per km².
Dels 5.041 habitatges en un 44,6% hi vivien nens de menys de 18 anys, en un 69,6% hi vivien parelles casades, en un 9,7% dones solteres, i en un 16,1% no eren unitats familiars. En l'11,8% dels habitatges hi vivien persones soles el 4,3% de les quals corresponia a persones de 65 anys o més que vivien soles. El nombre mitjà de persones vivint en cada habitatge era de 3,26 i el nombre mitjà de persones que vivien en cada família era de 3,51.
Per edats la població es repartia de la següent manera: un 28,3% tenia menys de 18 anys, un 8,1% entre 18 i 24, un 34,3% entre 25 i 44, un 22,5% de 45 a 60 i un 6,7% 65 anys o més.
L'edat mediana era de 34 anys. Per cada 100 dones de 18 o més anys hi havia 99,2 homes.
La renda mediana per habitatge era de 69.148 $ i la renda mediana per família de 72.750 $. Els homes tenien una renda mediana de 50.075 $ mentre que les dones 31.434 $. La renda per capita de la població era de 23.755 $. Entorn del 2,1% de les famílies i el 3% de la població estaven per davall del llindar de pobresa.